# Jełubaj Tajbekow
Jełubaj Bazimowicz Tajbekow (ros. Елубай Базимович Тайбеков; ur. 15 maja 1901 w obwodzie akmolińskim, zm. 19 stycznia 1991) – radziecki i kazachski polityk, premier Kazachskiej SRR w latach 1951–1955.
1926–1927 zastępca naczelnika wydziału administracyjnego w okręgu Kustanaj, 1927–1928 zastępca prokuratora okręgowego w Kustanaju, 1928–1929 sekretarz wykonawczy rejonowego komitetu WKP(b) w Obagan, 1929–1930 naczelnik okręgowego oddziału administracji w Kustanaj, 1935 skończył Akademię Rolniczą, po czym pracował tam jako asystent, starszy wykładowca, dziekan i zastępca dyrektora do 1942. 1942–1944 II, a 1944–1948 I sekretarz Obwodowego Komitetu WKP(b) w Aktiubińsku (obecnie Aktobe), w 1950 skończył kursy kierownicze przy KC WKP(b). 1950–1951 I sekretarz Obwodowego Komitetu WKP(b) w Akmole (obecnie Astana), od września 1951 do 31 marca 1955 premier Kazachskiej SRR. 1955–1958 przewodniczący Obwodowego Komitetu Wykonawczego obwodu wschodniokazachstańskiego. Później był sekretarzem wydziału ekonomii i organizacji rolnictwa Akademii Nauk Kazachskiej SRR oraz rektorem Kazachskiego Instytutu Rolniczego. 1963–1977 kierownik katedry i docent tego Instytutu, później na emeryturze. 1952–1956 członek KC KPZR, deputowany do Rady Najwyższej ZSRR od 2 do 4 kadencji.

## Odznaczenia
- Order Rewolucji Październikowej
- Order Czerwonego Sztandaru Pracy (dwukrotnie)
- Order Wojny Ojczyźnianej I klasy
- Order „Znak Honoru”
- Order Przyjaźni Narodów (1986)